# Marry Me!
Marry Me! (マリーミー!?, Marimi!) è una serie televisiva giapponese, trasmessa su TV Asahi dal 4 ottobre al 5 dicembre 2020.

## Trama
Himari Sawamoto è una ventottenne disoccupata, timida e ingenua, che vive da sola con l'anziana nonna ed esce raramente dalla propria abitazione; temendo per il futuro della nipote, prima di morire quest'ultima la iscrive di nascosto a un progetto promosso dal governo per l'integrazione dei NEET e degli hikikomori nella società. Dato che l'iniziativa consiste nel far sposare le persone in questione con soggetti che invece lavorano e hanno una loro indipendenza economica, nel vedere dinnanzi alla propria abitazione il giovane Shin Akiyasu la ragazza rimane inizialmente sconvolta. Con il passare del tempo, i due cercano però di far funzionare davvero la situazione e si innamorano, e contemporaneamente Himari cerca di vincere la propria timidezza e ritrovare la propria voglia di vivere.